# Guarea juglandiformis
Guarea juglandiformis är en tvåhjärtbladig växtart som beskrevs av T.D. Pennington. Guarea juglandiformis ingår i släktet Guarea och familjen Meliaceae. Inga underarter finns listade i Catalogue of Life.